# Dominostein

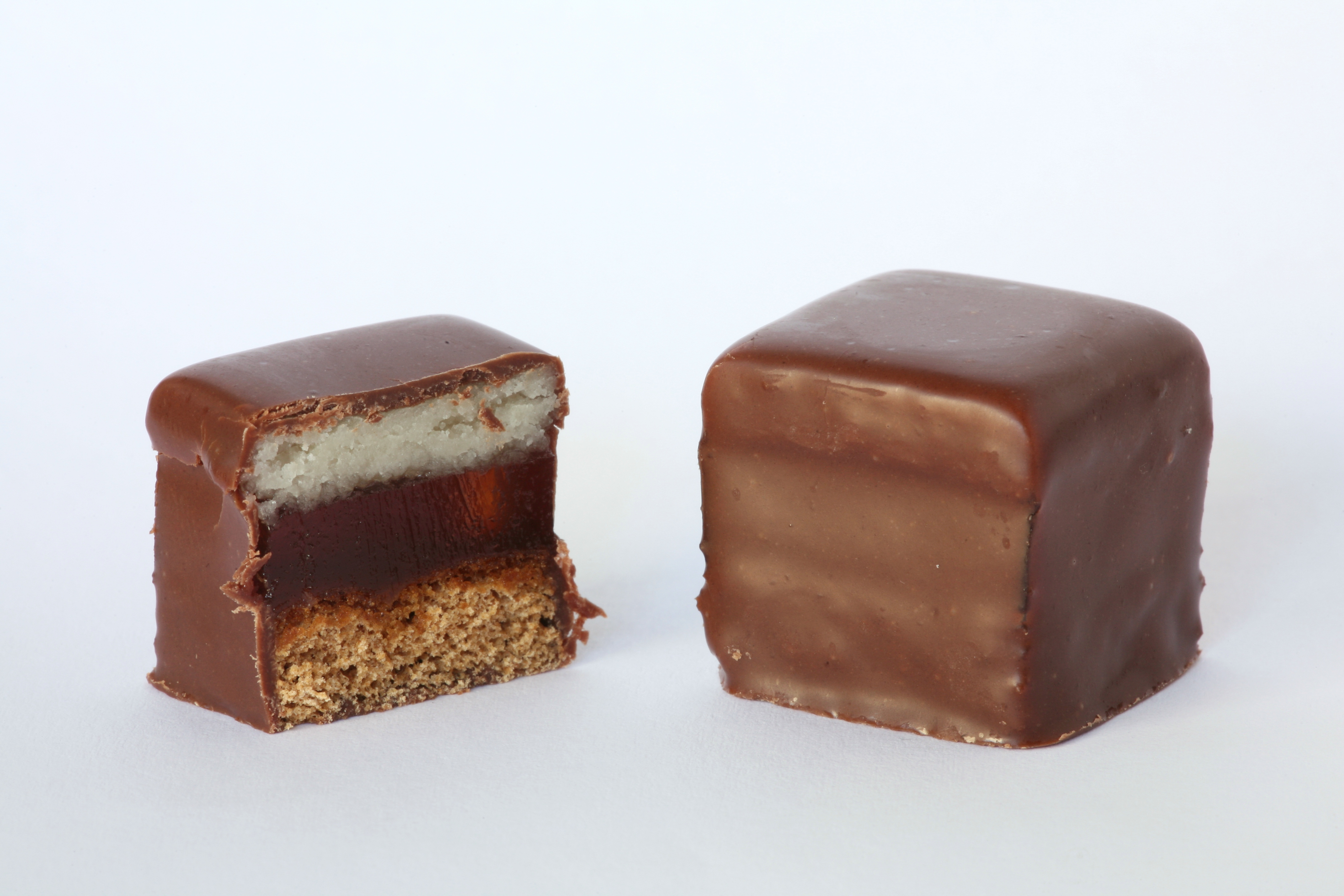
Dominosteine de chocolate con leche.

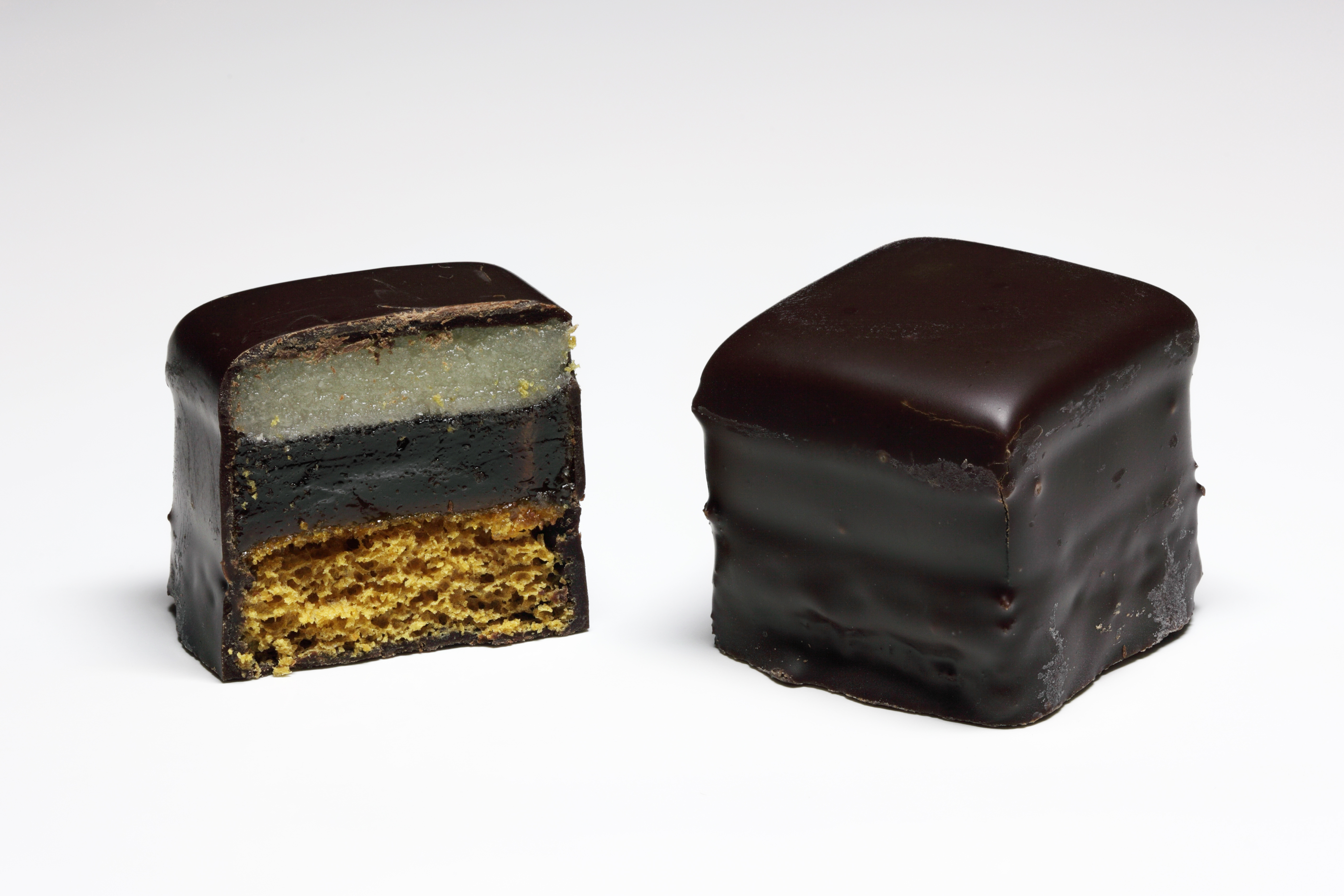
Dominosteine de chocolate negro.

Las Dominosteine (“piezas de dominó") son una golosina originaria de Alemania consumida principalmente en Navidad.
Consta de una base de Lebkuchen cubierta con gelatina de guindas y una capa de mazapán o Persipan. Las piezas están bañadas en chocolate negro.
Las Dominosteine fueron creadas en 1936 por el chocolatero de Dresde Herbert Wendler (1912-1998) y se hicieron populares durante la Segunda Guerra Mundial debido a su bajo costo en comparación con otros chocolates.
- Datos: Q32977
- Multimedia: Dominostein / Q32977